# Campionato colombiano di calcio
Il campionato colombiano di calcio (sistema de la liga de fútbol colombiano) si suddivide in una serie di categorie interconnesse tra loro in modo gerarchico.
La massima divisione del calcio in Colombia è la Categoría Primera A, denominato anche Liga Postobón per ragioni di sponsor, e comprende attualmente 20 squadre. I tre livelli più elevati sono sotto l'egida della Federazione calcistica della Colombia (FCF).

## Struttura
Il campionato di calcio in Colombia è articolato in questi livelli:
1. Categoría Primera A, campionato nazionale di 18 squadre
2. Categoría Primera B, campionato nazionale di 18 squadre
3. Primera División "C", campionato nazionale composto da due gruppi di 10 squadre

| Livello | Divisione                                                 | Divisione                                                 |
| ------- | --------------------------------------------------------- | --------------------------------------------------------- |
| 1       | Categoría Primera A - (lega nazionale) 18 squadre         | Categoría Primera A - (lega nazionale) 18 squadre         |
| 2       | Categoría Primera B (lega nazionale) 18 squadre           | Categoría Primera B (lega nazionale) 18 squadre           |
| 3       | Primera División "C" (lega nazionale) Gruppo 1 10 squadre | Primera División "C" (lega nazionale) Gruppo 2 10 squadre |

## Coppa nazionale
Esiste una coppa nazionale, a cui possono partecipare squadre di tutti i livelli.
- Copa Colombia